# That's How Long I'll Be Loving You
That's How Long I'll Be Loving You es el segundo álbum de estudio del cantautor estadounidense Bunny Sigler. Fue publicado en abril de 1974 a través del sello Philadelphia International Records. 

## Recepción de la crítica
Un escritor no especificado de la revista Cash Box escribió: “Siempre un artista constantemente popular en el campo del r&b, Bunny muestra signos definitivos de abrir el mercado en todos los ámbitos con este álbum altamente comercial pero innovador”.

## Lista de canciones
| Lado uno |                                      |                                      |          |  |
| N.º      | Título                               | Escritor(es)                         | Duración |  |
| 1.       | «Things Are Gonna Get Better»        | Bunny Sigler Allan Felder Ron Kersey | 2:58     |  |
| 2.       | «That's How Long I'll Be Loving You» | Sigler                               | 2:51     |  |
| 3.       | «I Lied»                             | Sigler Felder Kersey Norman Harris   | 3:56     |  |
| 4.       | «Picture Us»                         | Sigler Ugene Dozier Phil Hurtt       | 2:35     |  |
| 5.       | «Love Train»                         | Kenneth Gamble Leon Huff             | 7:06     |  |

| Lado dos |                     |                            |          |  |
| N.º      | Título              | Escritor(es)               | Duración |  |
| 1.       | «Marianne»          | Sigler Joseph B. Jefferson | 3:03     |  |
| 2.       | «My Other Love»     | Sigler Hurtt Kazumi Tabata | 4:06     |  |
| 3.       | «Your Love Is Good» | Sigler Felder Harris       | 2:55     |  |
| 4.       | «What I'd Say»      | Ray Charles                | 3:43     |  |
| 5.       | «Somebody Free»     | Sigler Jefferson           | 4:19     |  |

- Los lados uno y dos fueron combinados como pista 1–10 en la reedición de CD.

| Bonus tracks (2012 Big Break reissue) |                                          |                             |          |  |
| N.º                                   | Título                                   | Escritor(es)                | Duración |  |
| 11.                                   | «Love Train» (Part One – Single Version) | Gamble Huff                 | 3:47     |  |
| 12.                                   | «I Lied» (Single Version)                | Sigler Felder Kersey Harris | 2:58     |  |

## Créditos y personal
Créditos adaptados desde las notas de álbum de That's How Long I'll Be Loving You.
Personal técnico
- Bunny Sigler – productor en todas las canciones), arreglos en «Picture Us», «Love Train», «What I'd Say» y «Somebody Free»
- Norman Harris – productor en «Things Are Gonna Get Better», «I Lied» y «Your Love Is Good», arreglos en «Things Are Gonna Get Better»
- Richard Rome – arreglos en «That's How Long I'll Be Loving You», «Marianne» y «My Other Love»
- Ronnie Baker – arreglos en «I Lied» y «Your Love Is Good»
- Ugene Dozier – arreglos en «Picture Us»
- Jay Mark – ingeniero de audio
- Joe Tarsia – ingeniero de audio
- Kenny Present – ingeniero de audio
- Michael Hutchinson – ingeniero de audio
- Ed Lee – director artístico
- Don Hunstein – fotografía

## Posicionamiento
| Gráfica (1974)                             | Pico de posición |
| ------------------------------------------ | ---------------- |
| Estados Unidos (Billboard Soul LP's)       | 27               |
| Estados Unidos (Record World R&B LP Chart) | 29               |